# Textiles Zentrum Haslach

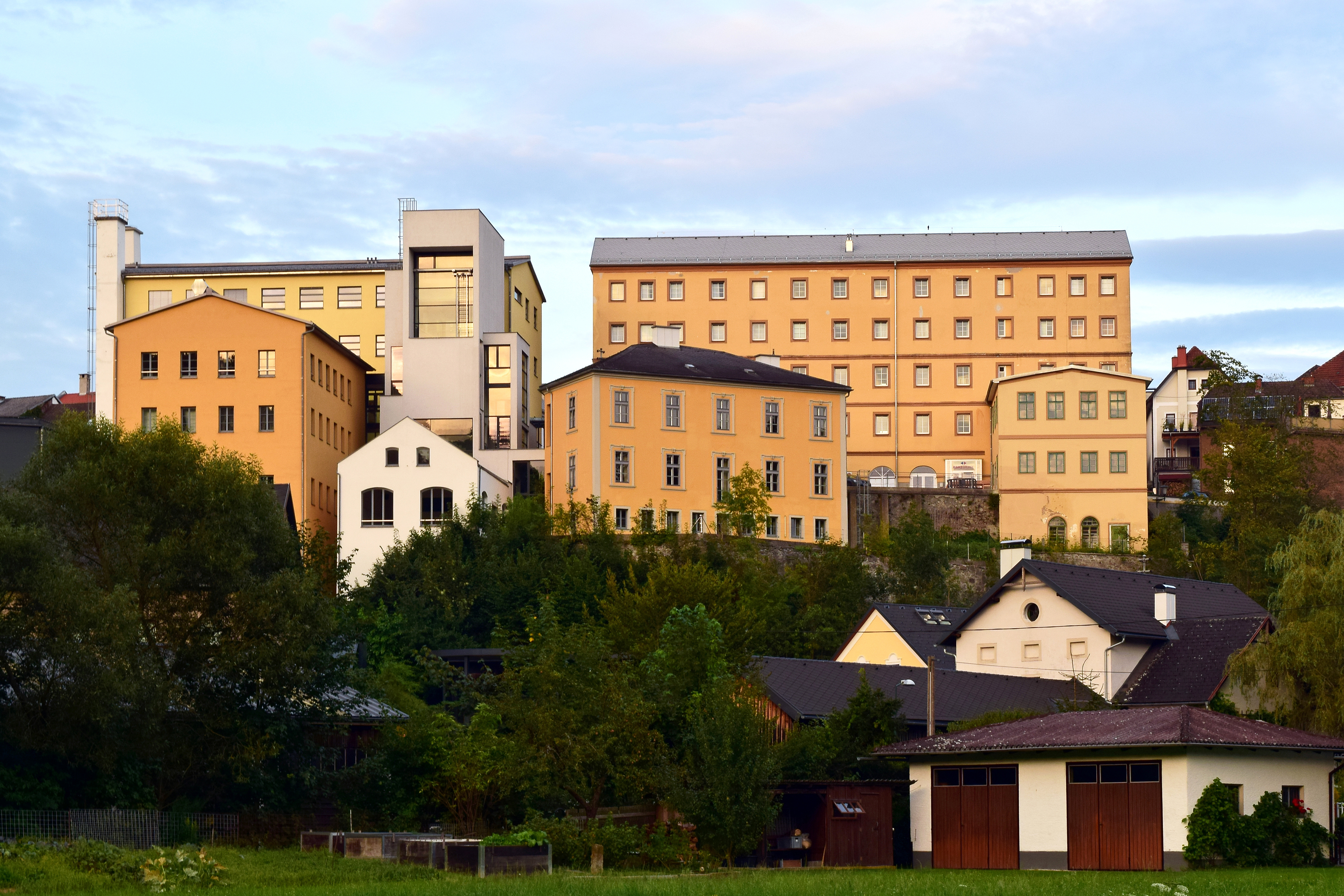
Textiles Zentrum Haslach

Das Textile Zentrum Haslach ist eine Kooperation von fünf Partnern, die einem revitalisierten industrie- und wirtschaftsgeschichtlich bedeutsamen Baudenkmal auf dem Areal der ehemaligen Textilfabrik Vonwiller und dem daran anschließenden Areal der ehemaligen Textilfabrik Obermüller in Haslach an der Mühl in Oberösterreich beheimatet ist. Partner der Kooperation sind das Webereimuseum, der Verein Textile Kultur Haslach, die Manufaktur Haslach, dem Shuttle der Universität in Linz und der Weberie.
Besitzer der Liegenschaften ist über eine Zweckgesellschaft die Gemeinde Haslach an der Mühl und als Trägerverein fungiert der 2003 gegründete Verein „Kultur in der Fabrik“. Auf dem Areal befindet sich darüber hinaus ein kommunales Technologie- und Dienstleistungszentrum, eine Musikschule und zwei Veranstaltungssäle.
Die Textilfabrik Vonwiller steht als Denkmalkomplex unter Denkmalschutz.

## Geschichte

### Textilfabrik Vonwiller
Die Mailänder Handelsfamilie Vonwiller mit schweizerischen Wurzeln bezog am Haslacher Wochenmarkt Mühlviertler Leinwand, um sie in Italien zu verkaufen. Die 1819 in Haslach gegründete Niederlassung war so erfolgreich, dass Vonwiller 1833 beschloss, direkt im Markt Haslach „auf den Grundfesten von acht Bürgerhäusern eine Fabrik zu erbauen und die benötigte Ware mit den billigen, aber versierten Mühlviertler Arbeitskräften selbst produzieren zu lassen“. Repräsentant der Handelsfamilie war der Mailänder Bankier Nikolaus Vonwiller. Die produzierten Stoffe, unter anderem Jacquardgewebe, waren von hoher Qualität und wurden gegen Ende des 19. Jahrhunderts weltweit exportiert. Der architektonisch interessante Fabrikkomplex dominiert seit der Errichtung das Haslacher Ortsbild und gilt als Wahrzeichen für die seinerzeitige Bedeutung der Weberei für das Leben in diesem Ort. Nach wirtschaftlichen Höhen und Tiefen wurde die Fabrik, die unter der Firma Leinen- und Baumwollfabrik Vonwiller GmbH, geführt wurde, 1998 endgültig geschlossen. 1999 kaufte die Gemeinde Haslach die mitten im Ort befindliche Industrieruine.
Das soziale und wirtschaftliche Gefüge im Ort und in der Region wurde durch die Fabrik nachhaltig beeinflusst: Ehemals selbständige Leinenweber traten in die Dienste des Fabrikanten, der bald nach der Firmengründung hunderte Menschen beschäftigte. Neben den klein- und mittelbetrieblich organisierten oder noch ganz in der Hausindustrie verhafteten Webereien entstand eine Fabrik, wo die damit verbundenen Abläufe und Hierarchien eine völlig neue Form des Arbeitens mit sich brachten.
Anfänglich wurden auf Handwebstühlen klassische Leinenstoffe hergestellt, wobei neben den Fabrikarbeitern zusätzlich Heimweber beschäftigt wurden, die im Verlag für Vonwiller tätig waren. 1854 war Vonwiller die erste Weberei des Mühlviertels, die mechanische Webstühle einsetzte und mit der Verarbeitung von Baumwolle und Seide zu aufwändig gemusterten Jacquardgeweben begann. Die so gefertigten Stoffe wurden in Herrenwesten (Gilets) der seinerzeitigen Mode verwendet und waren Ursache für die überregionale Bekanntheit des Unternehmens, die aus den noch vorhandenen Handelsaufzeichnungen und Musterbüchern des Unternehmens ersichtlich ist.

### Buntweberei Obermüller
Der in den 1920er-Jahren gegründete Webereibetrieb war auf die Produktion von bunten Webwaren spezialisiert und wurde 2001 von einer Textilfabrik in Traberg übernommen. Das Areal gehört seit 2006 der Gemeinde Haslach.

### Textiles Zentrum Haslach
Um zu vermeiden, dass eine Industrieruine das Ortsbild von Haslach dauerhaft prägt, erwarb die Gemeinde Haslach 1999 das gesamte Vonwiller-Fabriksareal sowie 2006 auch das unmittelbar daran anschließende Obermüller-Areal und legte damit den Grundstein für die weitere Entwicklung.
Getragen von der Idee, mit der Zusammenführung verschiedene Institutionen mit textilen Schwerpunkten unter einem Dach vielfältige Synergien zu erzeugen, wurden die baufälligen Gebäude revitalisiert, Verbindungsbauwerke errichtet und die Räume für die vorgesehenen Zwecke adaptiert.

## Betriebe im Textilen Zentrum Haslach

### Webereimuseum Haslach
Das 1971 gegründete und 2012 im Textilen Zentrum Haslach neu präsentierte Webereimuseum Haslach zeigt die Verarbeitungsschritte von der Flachssaufbereitung bis zur fertigen Leinwand sowie die Entwicklung von Handwebstühlen bis hin zur Jacquardwebmaschine, ermöglicht die Auseinandersetzung mit wirtschaftlichen Zusammenhängen, gibt Auskunft über die webtechnische Verarbeitung moderner Materialien und verschafft Einblick in die Musterkollektionen der Textilfabrik Vonwiller. Einzelne historische Geräte und Webautomaten aus dem 19. und 20. Jahrhundert werden im Rahmen von Führungen in Betrieb genommen. 

### Textile Kultur Haslach
Der Verein Textile Kultur Haslach wurde 1991 gegründet und bietet seit 2012 im Textilen Zentrum Haslach Workshops, Experimentierwerkstätten und Sonderausstellungen zur Förderung textiler Kunst und Kultur. Im Rahmen eines jährlichen Sommersymposiums finden Kurse rund um das Weben am Handwebstuhl statt und es werden diverse textile Techniken und Gestaltungsverfahren vermittelt. Der Verein ist jährlich im Juli Organisator des Haslacher Webermarktes, der auf eine europaweiten Ausstellerkreis verweisen kann und sowohl das Fachpublikum als auch für die regionale Bevölkerung anspricht.

### Manufaktur Haslach
Die Manufaktur Haslach ist ein 1990 gegründeter sozialökonomischer Betrieb, der sich mit der Verarbeitung der von regionalen Schafbauern angelieferten Wolle beschäftigt und ab 1997 auf dem Areal der ehemaligen Mühlviertler Buntweberei Johann Obermüller untergebracht ist. Während der Revitalisierungsarbeiten an den desolaten Gebäuden, die von der Gemeinde Haslach angekauft wurden, war der Betrieb ausgelagert, die Wiedereröffnung als Teil des Textilen Zentrums Haslach erfolgte im September 2008. Die dort verarbeitete Wolle ist natürlich nachwachsender Rohstoff von Mühlviertler Merino-Schafen und weiterer mitteleuropäischer Schafrassen. Erzeugt werden Garne, Stoffe und Filze, wobei auf eine durchgehend transparente Herstellungskette großer Wert gelegt wird. Für Besucher des Textilen Zentrums Haslachs besteht die Möglichkeit, den laufenden Fertigungsprozesses angefangen von der Rohwolle bis zum fertigen Produkt mitzuerleben. Neben Fachpersonal werden zwölf Menschen mit Beeinträchtigung beschäftigt und weitergebildet. Der Betrieb verfügt über zwei Schaftwebmaschinen (für Gittergewebe) sowie je eine Jacquardwebmaschine (für gemusterte Gewebe) und eine Frottierwebmaschine für Ausbildungszwecke und für kleinserielle Produktion. Die Maschinen wurden von der ehemaligen Textilfachschule Haslach übernommen und werden auch für Shuttle-Lehrgänge und von der Weberei benützt sowie im Rahmen von Führungen vorgeführt.

### Shuttle
Shuttle ist ein im Oktober 2013 erstmals vorgesehener universitärer Lehrgang in den Räumlichkeiten des Textilen Zentrums Haslach in Kooperation mit der Universität für künstlerische und industrielle Gestaltung Linz für innovative Webkultur und besteht einerseits aus einem einjährigen Lehrgang und andererseits aus Fortbildungsseminaren im Fachbereich Weberei, wobei der Schwerpunkt der Fortbildung auf der Schaffung einer Schnittstelle zwischen maschineller Fertigung und Gestaltung liegt und sowohl Personen mit künstlerischer und fachlicher Vorbildung angesprochen werden sollen. Die Pilotphase in Form eines Schnupperkurses mit internationaler Beteiligung fand im April 2011 statt.

### Weberie
Die Weberie ist eine funktionsfähige, mit modernen Webmaschinen ausgestattete Weberei, wo an einer hauseigenen Produktlinie gearbeitet wird, die im Shop des Textilen Zentrums Haslach verkauft wird. Die Infrastruktur steht externen Auftraggebern und den Kooperationspartnern im Haus zur Verfügung um hochwertige Gewebe und textile Konzepte zu entwickeln und in Kleinserien zu produzieren.

## Auszeichnungen
- 2014 Österreichischer Museumspreis Hauptpreis für das Webereimuseum[5]
- 2016 wurde das Textile Zentrum Haslach gemeinsam mit dem Hand.Werk.Haus Salzkammergut und dem Werkraum Bregenzerwald in das internationale „UNESCO-Register guter Praxisbeispiele für die Erhaltung des immateriellen Kulturerbes“ aufgenommen.[6]

## Schriften
- Textiles Zentrum Haslach. Folder zum Zukunftsprojekt (kunstuni-linz.at [PDF]).